# Eve's Lover
Pour plus de détails, voir Fiche technique et Distribution.
Eve's Lover est un film américain réalisé par Roy Del Ruth, sorti en 1925.

## Synopsis
Un homme d'affaires sans scrupule manipule son entourage pour atteindre ses objectifs.

## Fiche technique
- Titre : Eve's Lover
- Réalisation : Roy Del Ruth
- Scénario : Darryl F. Zanuck d'après la nouvelle de Mrs. W. K. Clifford
- Photographie : George Winkler
- Société de production : Warner Bros.
- Pays de production : États-Unis
- Format : Noir et blanc - 1,33:1 - Film muet
- Genre : comédie
- Date de sortie : 1925

## Distribution
- Irene Rich : Eva Burnside
- Bert Lytell : Baron Geraldo Maddox
- Clara Bow : Rena D'Arcy
- Willard Louis : Austin Starfield
- John Steppling : Burton Gregg
- Arthur Hoyt : Amos Potts
- Lew Harvey : l'agitateur